# Han Myeong-u
Han Myeong-u (한명우?; 12 novembre 1956) è un ex lottatore sudcoreano, specializzato nella lotta libera.

## Palmarès

### Olimpiadi
- 1 medaglia:
  - 1 oro (Seul 1988 nei pesi medi)

### Giochi asiatici
- 1 medaglia:
  - 1 oro (Seul 1986 nei pesi welter)